# AFI's 100 Years...100 Laughs
AFI's 100 Years…100 Laughs är en lista över de 100 roligaste amerikanska filmerna genom tiderna. Ett brett urval av komedier nominerades, vilka inkluderar genrerna slapstick, actionkomedi, screwballkomedi, romantisk komedi, satir, svart komedi, musikalisk komedi och restaurationskomedi. Listan presenterades av American Film Institute den 13 juni 2000.
Cary Grant är den mest representerade skådespelaren på listan, han medverkar i åtta av filmerna.

## Lista
| Nr   | Film                                                                      | Regissör                                 | År   |
| ---- | ------------------------------------------------------------------------- | ---------------------------------------- | ---- |
| 1.   | I hetaste laget                                                           | Billy Wilder                             | 1959 |
| 2.   | Tootsie                                                                   | Sydney Pollack                           | 1982 |
| 3.   | Dr. Strangelove eller: Hur jag slutade ängslas och lärde mig älska bomben | Stanley Kubrick                          | 1964 |
| 4.   | Annie Hall                                                                | Woody Allen                              | 1977 |
| 5.   | Fyra fula fiskar                                                          | Leo McCarey                              | 1933 |
| 6.   | Det våras för sheriffen                                                   | Mel Brooks                               | 1974 |
| 7.   | M*A*S*H                                                                   | Robert Altman                            | 1970 |
| 8.   | Det hände en natt                                                         | Frank Capra                              | 1934 |
| 9.   | Mandomsprovet                                                             | Mike Nichols                             | 1967 |
| 10.  | Titta vi flyger                                                           | Jim Abrahams, David Zucker, Jerry Zucker | 1980 |
| 11.  | Det våras för Hitler                                                      | Mel Brooks                               | 1967 |
| 12.  | Galakväll på Operan                                                       | Sam Wood                                 | 1935 |
| 13.  | Det våras för Frankenstein                                                | Mel Brooks                               | 1974 |
| 14.  | Ingen fara på taket                                                       | Howard Hawks                             | 1938 |
| 15.  | En skön historia                                                          | George Cukor                             | 1940 |
| 16.  | Singin' in the Rain                                                       | Gene Kelly, Stanley Donen                | 1952 |
| 17.  | Omaka par                                                                 | Gene Saks                                | 1968 |
| 18.  | Så går det till i krig                                                    | Clyde Bruckman, Buster Keaton            | 1927 |
| 19.  | Det ligger i blodet                                                       | Howard Hawks                             | 1940 |
| 20.  | Ungkarlslyan                                                              | Billy Wilder                             | 1960 |
| 21.  | En fisk som heter Wanda                                                   | Charles Crichton                         | 1988 |
| 22.  | Adams revben                                                              | George Cukor                             | 1949 |
| 23.  | När Harry träffade Sally...                                               | Rob Reiner                               | 1989 |
| 24.  | Född i går                                                                | George Cukor                             | 1950 |
| 25.  | Guldfeber                                                                 | Charlie Chaplin                          | 1925 |
| 26.  | Välkommen Mr. Chance!                                                     | Hal Ashby                                | 1979 |
| 27.  | Den där Mary                                                              | Peter Farrelly, Robert Farrelly          | 1998 |
| 28.  | Ghostbusters – Spökligan                                                  | Ivan Reitman                             | 1984 |
| 29.  | Spinal Tap                                                                | Rob Reiner                               | 1984 |
| 30.  | Arsenik och gamla spetsar                                                 | Frank Capra                              | 1944 |
| 31.  | Arizona Junior                                                            | Joel Coen, Ethan Coen                    | 1987 |
| 32.  | Den gäckande skuggan                                                      | W. S. Van Dyke                           | 1934 |
| 33.  | Moderna tider                                                             | Charlie Chaplin                          | 1936 |
| 34.  | Måndag hela veckan                                                        | Harold Ramis                             | 1993 |
| 35.  | Min vän Harvey                                                            | Henry Koster                             | 1950 |
| 36.  | Deltagänget                                                               | John Landis                              | 1978 |
| 37.  | Diktatorn                                                                 | Charlie Chaplin                          | 1940 |
| 38.  | Stadens ljus                                                              | Charlie Chaplin                          | 1931 |
| 39.  | Med tio cents på fickan                                                   | Preston Sturges                          | 1941 |
| 40.  | En ding, ding, ding, ding värld                                           | Stanley Kramer                           | 1963 |
| 41.  | Mångalen                                                                  | Norman Jewison                           | 1987 |
| 42.  | Big                                                                       | Penny Marshall                           | 1988 |
| 43.  | Sista natten med gänget                                                   | George Lucas                             | 1973 |
| 44.  | Godfrey ordnar allt                                                       | Gregory La Cava                          | 1936 |
| 45.  | Harold å Maude                                                            | Hal Ashby                                | 1971 |
| 46.  | Manhattan                                                                 | Woody Allen                              | 1979 |
| 47.  | Shampoo                                                                   | Hal Ashby                                | 1975 |
| 48.  | Skott i mörkret                                                           | Blake Edwards                            | 1964 |
| 49.  | Att vara eller icke vara                                                  | Ernst Lubitsch                           | 1942 |
| 50.  | Cat Ballou skjuter skarpt                                                 | Elliot Silverstein                       | 1965 |
| 51.  | Flickan ovanpå                                                            | Billy Wilder                             | 1955 |
| 52.  | Ninotchka                                                                 | Ernst Lubitsch                           | 1939 |
| 53.  | En brud för mycket                                                        | Steve Gordon                             | 1981 |
| 54.  | Miraklet                                                                  | Preston Sturges                          | 1944 |
| 55.  | Kvinnan Eva                                                               | Preston Sturges                          | 1941 |
| 56.  | Huuu! Så hemskt                                                           | Charles Barton                           | 1948 |
| 57.  | Fiket                                                                     | Barry Levinson                           | 1982 |
| 58.  | Löjliga familjen                                                          | Norman Z. McLeod                         | 1934 |
| 59.  | En dag på kapplöpningarna                                                 | Sam Wood                                 | 1937 |
| 60.  | Det spökar i sta'n                                                        | Norman Z. McLeod                         | 1937 |
| 61.  | Go’dag yxskaft?                                                           | Peter Bogdanovich                        | 1972 |
| 62.  | Fart, flickor och faror                                                   | Buster Keaton                            | 1924 |
| 63.  | Snuten i Hollywood                                                        | Martin Brest                             | 1984 |
| 64.  | Broadcast News – nyhetsfeber                                              | James L. Brooks                          | 1987 |
| 65.  | Fyra farliga friare                                                       | Norman Z. McLeod                         | 1932 |
| 66.  | Ta pengarna och stick!                                                    | Woody Allen                              | 1969 |
| 67.  | Välkommen Mrs. Doubtfire                                                  | Chris Columbus                           | 1993 |
| 68.  | Min fru har en fästman                                                    | Leo McCarey                              | 1937 |
| 69.  | Bananas                                                                   | Woody Allen                              | 1971 |
| 70.  | En gentleman kommer till stan                                             | Frank Capra                              | 1936 |
| 71.  | Tom i bollen                                                              | Harold Ramis                             | 1980 |
| 72.  | Villervallavillan                                                         | H. C. Potter                             | 1948 |
| 73.  | Fyra fräcka fripassagerare                                                | Norman Z. McLeod                         | 1931 |
| 74.  | 9 till 5                                                                  | Colin Higgins                            | 1980 |
| 75.  | Lady Lou                                                                  | Lowell Sherman                           | 1933 |
| 76.  | Victor/Victoria                                                           | Blake Edwards                            | 1982 |
| 77.  | Dårarnas paradis                                                          | Preston Sturges                          | 1942 |
| 78.  | Två glada sjömän i Marocko                                                | David Butler                             | 1942 |
| 79.  | Heja! Heja! Heja!                                                         | Fred C. Newmeyer, Sam Taylor             | 1925 |
| 80.  | Sjusovaren                                                                | Woody Allen                              | 1973 |
| 81.  | Skepp Ohoj!                                                               | Buster Keaton, Donald Crisp              | 1924 |
| 82.  | Tjejen som gjorde lumpen                                                  | Howard Zieff                             | 1980 |
| 83.  | Brudens fader                                                             | Vincente Minnelli                        | 1950 |
| 84.  | Lost in America                                                           | Albert Brooks                            | 1985 |
| 85.  | Middag kl. 8                                                              | George Cukor                             | 1933 |
| 86.  | City Slickers – Jakten på det försvunna leendet                           | Ron Underwood                            | 1991 |
| 87.  | Häftigt drag i plugget                                                    | Amy Heckerling                           | 1982 |
| 88.  | Beetlejuice                                                               | Tim Burton                               | 1988 |
| 89.  | Supernollan                                                               | Carl Reiner                              | 1979 |
| 90.  | Årets kvinna                                                              | George Stevens                           | 1942 |
| 91.  | Hjärtekrossaren                                                           | Elaine May                               | 1972 |
| 92.  | Jag stannar över natten                                                   | Howard Hawks                             | 1941 |
| 93.  | Fargo                                                                     | Joel Coen, Ethan Coen                    | 1996 |
| 94.  | Min fantastiska tant                                                      | Morton DaCosta                           | 1958 |
| 95.  | Chicago-expressen                                                         | Arthur Hiller                            | 1976 |
| 96.  | Följ med oss till Honolulu                                                | William A. Seiter                        | 1933 |
| 97.  | Bull Durham                                                               | Ron Shelton                              | 1988 |
| 98.  | Hovnarren                                                                 | Melvin Frank, Norman Panama              | 1956 |
| 99.  | Dr. Jäkel och Mr. Hyde                                                    | Jerry Lewis                              | 1963 |
| 100. | Good Morning, Vietnam                                                     | Barry Levinson                           | 1987 |

## Kriterier
- Filmen måste vara en spelfilm, åtminstone 60 minuter lång.
- Filmen måste helt eller delvis vara en amerikansk filmproduktion och engelskspråkig.
- Funny: Oavsett genre måste den totala komiska effekten av en filmens element skapa en upplevelse som är större än summan av leendena.
- Arv: Skratten måste fortsätta att eka genom tiden, berika Amerikas filmarv och inspirera artister och publik idag.